# Almana longipes
Almana longipes es una especie de insecto hemíptero perteneciente a la familia Dictyopharidae. Es la única especie del género monotípico Almana. Endémica de la península ibérica, se distingue por su morfología peculiar y adaptaciones ecológicas únicas.

## Descripción
Este insecto mide entre 5 y 10 mm de longitud. Presenta un cuerpo alargado con un rostro vertical curvado hacia atrás, en cuya base se ubican ojos marrones con arrugas concéntricas. Las patas anteriores son notablemente largas (de ahí el epíteto longipes), con fémures y tibias aplanadas, mientras que las posteriores poseen espinas. Sus alas están atrofiadas, lo que le impide volar, aunque compensa esta limitación con saltos potentes.

## Distribución y hábitat
Su área de distribución se concentra en el centro y sur de la Península Ibérica, con registros históricos discutidos en el norte de Marruecos. Habita en matorral mediterráneo, terrenos áridos y zonas con vegetación herbácea, especialmente asociada al hinojo (Foeniculum vulgare).

## Biología y ecología

### Alimentación
Como otros hemípteros, se alimenta de la savia de plantas mediante su aparato bucal perforador. Estudios recientes indican preferencia por especies de la familia Apiaceae.

### Simbiosis
Se ha observado interacción con hormigas del género Camponotus, que protegen a sus ninfas a cambio de secreciones azucaradas.

### Comportamiento
Aunque no puede volar, se desplaza rápidamente caminando en posición casi vertical y realizando saltos gracias a sus patas posteriores. Suele encontrarse en cardos y zonas pedregosas.

## Taxonomía y nomenclatura
Fue descrita originalmente por Dufour en 1849 como Dictyophara longipes, y reclasificada en el género Almana por Stål en 1861. No se reconocen subespecies.

## Estado de conservación
Aunque no está evaluada por la UICN, su dependencia de hábitats mediterráneos amenazados por la aridificación sugiere riesgos potenciales.